# カワムラナベブタムシ
カワムラナベブタムシ（学名：Aphelocheirus kawamurae） は、カメムシ目・ナベブタムシ科に属する水生昆虫の一種。

## 分布
日本固有種。滋賀県の琵琶湖南部とそこから流れ出る河川の限られた場所にのみ分布する。

## 特徴
体長7-8mm。体は平たい円形で、鍋のふたのようにみえることからその名がついた。同属の他種は全身が黄色に黒斑を持つのに対し、頭部と脚は鮮黄色だが胴部は黒い。
渓流や湖沼の底で暮らしていると考えられる。詳しい生態は不明。当初は琵琶湖の淡水海綿からのみ発見されたため、特殊な生態があることが期待されたが、現在ではその方向はないと考えられている。

## 保全状況評価
- 絶滅危惧IA類 (CR)（環境省レッドリスト）

開発や水質汚染の影響を受けたためか、1962年以降その姿は一度も確認されておらず、絶滅が危ぶまれている。